# Hồ Xa Nhi
Hồ Xa Nhi (chữ Hán: 胡車兒 bính âm: Huche'er) là một viên bộ tướng phục vụ dưới trướng của lãnh chúa Trương Tú vào cuối thời nhà Đông Hán và đầu thời Tam Quốc trong lịch sử Trung Quốc. Sử sách mô tả Hồ Xa Nhi là chiến binh mạnh nhất trong toàn quân của Trương Tú.

## Tiểu sử
Hồ Xa Nhi không phải là người gốc Trung Quốc mà nhiều người tin rằng Hồ Xích Nhi có nguồn gốc từ Tây Vực, có thể là người Magyar (Hunggary) hoặc người Hung hay người Ba Tư hoặc thậm chí là người Slavơ hay người Do Thái, những dân tộc này thông thương với Trung Quốc thông qua ngả phía Tây ở vùng Lũng Tây, Tây Lương.
Hồ Xa Nhi tham dự và chiến đấu cho quân đội của Đổng Trác cho đến khi ông này bị Lã Bố giết chết. Hồ Xa Nhi lưu lạc và sang đầu quân cho Trương Tú và trở thành viên tướng dưới trướng ông này và trở thành thân cận của Trương Tú có người thân. Tam Quốc chí của Trần Thọ, quyển 8, Trương Tú truyện chép rằng: Hồ Xa Nhi dũng mãnh đứng đầu trong quân. Sau này Tào Tháo yêu mến những kẻ mạnh tợn như thế, tự tay lấy vàng bạc cấp cho.
Tên của Hồ Xa Nhi dễ bị nhầm lẫn với Hồ Xích Nhi, một viên tướng dưới trướng Ngưu Phụ và sau này đầu quân cho Lã Bố. Nhiều giả thiết cho rằng họ có quan hệ máu mủ hay dân tộc.

## Trong Tam Quốc diễn nghĩa
Trong tác phẩm Tam Quốc diễn nghĩa, Hồ Xa Nhi được nhắc đến là thiên tướng của Trương Tú, ông ta sức đội được năm trăm cân, một ngày đi được bảy trăm dặm, cũng là một người tài.
Khi Trương Tú định đánh Tào Tháo nhưng e ngại Điển Vi là hộ vệ của Tào Tháo. Trương Tú hỏi, Hồ Xa Nhi nói: Điển Vi chỉ giỏi về đôi thiết kích. Ngày mai chúa công cho mời hắn đến uống rượu, cho uống thực say hãy để về. Bấy giờ tôi sẽ lộn vào đám quân sĩ đi theo hắn, lẻn vào trong phòng, ăn trộm được đôi kích thì không sợ gì hắn nữa.
Trương Tú làm theo, Điển Vi tối say về. Hồ Xa Nhi đi lẫn trong đội quân, lẻn vào trong trại và trộm đôi kích. Sau đó Trương Tú nổi binh. Điển Vi say rượu đang ngủ, trong mơ màng chợt nghe tiếng chiêng trống và tiếng người reo hò, giật nảy mình vùng dậy, sờ đến đôi thiết kích thì không thấy đâu cả. Quân Trương Tú toàn thắng.